# Carmel Laniado
Carmel Laniado (Israel, 19 de octubre de 2005) es una actriz de cine y televisión israelí-estadounidense-británica conocida por su papel de Lady Rose en la película de 2020 The Voyage of Doctor Dolittle.

## Biografía
Carmel Carmelo nació el 19 de octubre de 2005 en Israel. Posteriormente vivió con su familia en Inglaterra y Estados Unidos. Desde pequeña asistía a musicales y representaciones teatrales, de donde surgió su interés por la actuación.
Su primer papel en la pantalla fue en 2019 interpretando el papel de Lottie de niña en la miniserie A Christmas Carol con Guy Pearce. En 2020 se estrenó en las pantallas de todo el mundo la comedia fantástica dirigida por Stephen Gagan, Las aventuras del Doctor Dolittle, donde interpretó el papel principal femenino. En febrero del mismo año se supo que la actriz participaría en un episodio de la segunda temporada de la serie de televisión The Witcher, donde interpretó el papel de Violet.

## Filmografía
| Año  | Título                            | Papel        | Notas                               | Ref.  |
| ---- | --------------------------------- | ------------ | ----------------------------------- | ----- |
| 2019 | A Christmas Carol                 | Joven Lottie | Miniserie; 2 episodios              | [ 5 ] |
| 2020 | Las aventuras del Doctor Dolittle | Lady Rose    | Papel principal                     | [ 6 ] |
| 2021 | The Witcher                       | Violet       | Temporada 2; episodio «Kaer Morhen» | [ 8 ] |
| 2024 | Tell Me Everything                | Darcey-Mae   | Temporada 2; episodios 2x05 y 2x06  |       |